# Karey Kirkpatrick

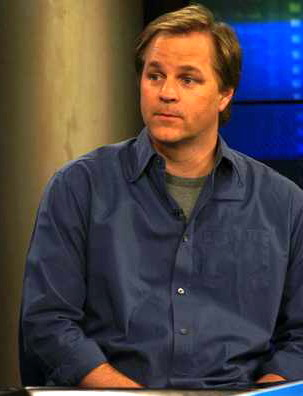
Karey Kirkpatrick

Karey James Kirkpatrick (* 28. März 1965 in Louisiana) ist ein US-amerikanischer Filmregisseur und Drehbuchautor.

## Leben
Nachdem Karey James Kirkpatrick die Baton Rouge Magnet High School in Baton Rouge, Louisiana besuchte, studierte er die Filmhochschule der University of Southern California. Bereits während seines Studiums erhielt er einen Job bei Disney, sodass er am Drehbuch von Bernard und Bianca im Känguruhland (1990) mitarbeitete. Nach seinem Abschluss 1988 trat er unter anderem beim Improvisationstheater SAK Comedy Lab in Orlando, Florida auf. Er schrieb an mehreren Drehbüchern wie James und der Riesenpfirsich (1996), Liebling, jetzt haben wir uns geschrumpft (1997) und Per Anhalter durch die Galaxis (2005) mit, und debütierte mit Ab durch die Hecke (2006) als Filmregisseur.
2007 wurde Kirkpatrick mit dem Annie Award für seine Regie bei Ab durch die Hecke ausgezeichnet. Für sein Drehbuch zu Chicken Run – Hennen rennen war er 2001 für den Saturn Award nominiert.

## Filmografie
- 1990: Bernard und Bianca im Känguruhland (The Rescuers Down Under)
- 1996: James und der Riesenpfirsich (James and the Giant Peach)
- 1997: Liebling, jetzt haben wir uns geschrumpft (Honey, We Shrunk Ourselves)
- 2000: Chicken Run – Hennen rennen (Chicken Run)
- 2000: Der kleine Vampir (The Little Vampire)
- 2005: Per Anhalter durch die Galaxis (The Hitchhiker's Guide to the Galaxy)
- 2006: Ab durch die Hecke (Over the Hedge)
- 2006: Schweinchen Wilbur und seine Freunde (Charlotte’s Web)
- 2008: Die Geheimnisse der Spiderwicks (The Spiderwick Chronicles)
- 2009: Zuhause ist der Zauber los (Imagine That)
- 2013: Die Schlümpfe 2 (The Smurfs 2)
- 2018: Smallfoot – Ein eisigartiges Abenteuer (Smallfoot)
- 2023: Chicken Run: Operation Nugget (Chicken Run: Dawn of the Nugget)